# Kongresswesen
Das Kongresswesen ist der Oberbegriff für alle Teilsegmente und alle Dienstleister, die sich mit Kongressen beschäftigen. Dazu gehört u. a. das Planen, Durchführen und Nacharbeiten eines Kongresses.
Kongresse gehören zum MICE-Sektor (Meetings, Incentives, Conventions, Events) der Tourismuswirtschaft.

## Bestandteile von Kongressen
Ein Kongress ist eine Zusammenkunft von über 250 Teilnehmern, die länger als einen Tag dauert. Kongresse zeichnen sich dadurch aus, dass sie in unterschiedlichen Zeitabständen, jährlich oder alle 2–3 Jahre, und an wechselnden Orten stattfinden. Die Teilnehmer sind somit meist ortsfremd.
Ziel eines Kongresses ist der wissenschaftliche sowie fachliche Informationsaustausch über ein zuvor bestimmtes Thema. Ein Kongress besteht meist aus mehreren Veranstaltungsteilen wie z. B.: Plenum; Workshops, Seminare, Ausstellungen, Rahmenprogramm usw.
Bei Kongressen unterscheidet man zwischen nationalen und internationalen Kongressen. Um internationale Kongresse handelt es sich, wenn neben der Veranstalternation mindestens drei weitere Nationen an dem Kongress teilnehmen. Der Anteil an anderen Nationen muss mindestens 20 Prozent betragen. Alle Veranstaltungen, die diese Kriterien nicht erfüllen, werden als national bezeichnet.

## Organisationen
- International Congress & Convention Association (ICCA) – Weltverband des Kongress- und Tagungswesens

## Bedeutung und Umfang des Kongresswesens

### Deutschland
Über 2,6 Millionen Veranstaltungen (Kongresse, Tagungen, Events) finden jährlich in Deutschland statt. Dass Deutschland zum dritten Mal in Folge die Spitzenposition im internationalen Vergleich halten konnte, beweist die Studie International Association Meetings Market 2006 der International Congress & Convention Association (ICCA). Deutschland belegt den ersten Platz in Europa und auch im weltweiten Vergleich konnte Deutschland seine Position als eines der führenden Ziele für Meetings, Incentives, Kongresse und Events weiter verbessern und rangiert an zweiter Stelle nach den USA.
Das Europäische Institut für TagungsWirtschaft GmbH (EITW) hat im Auftrag von den drei größten Branchenvertretungen die Deutsche Zentrale für Tourismus e. V. (DZT), dem GCB German Convention Bureau e. V. und dem Europäischen Verband der Veranstaltungs-Centren EVVC ein „Meeting- und Eventbaromter“ für den deutschen Tagungs- und Veranstaltungsmarkt erstellt, in dem die Trends und Entwicklungen der Branche sichtbar werden.
Das „Meeting- und EventBarometer 2008“ registriert in Deutschland insgesamt 2,8 Millionen Kongresse, Tagungen, Präsentationen, Ausstellungen und Events mit 314 Millionen Teilnehmern. Der deutsche Tagungs- und Eventmarkt verteilt sich auf 6.200 Veranstaltungsstätten (Mindestsitzplatzkapazität 100 Personen bei Reihenbestuhlung im größten Saal): rund die Hälfte davon in Tagungshotels sowie jeweils ein Viertel in Kongresszentren und Eventlocations. 66.000 Vollzeitbeschäftigte sind im Veranstaltungs- und Bankettbereich von Veranstaltungszentren, Tagungshotels und Eventlocations tätig.
TNS/Infratest hat gleichzeitig im Auftrag des GCB German Convention Bureau e. V. und der Deutschen Zentrale für Tourismus (DZT) eine bevölkerungsrepräsentative Grundlagenstudie zum Geschäftstourismus 2006 durchgeführt, mit der die gesamte Bedeutung des Geschäftsreisesegments für den Deutschland-Tourismus umfassend dargestellt wird.
Die von DZT und GCB beauftragte Studie ergab, dass von den insgesamt rund 88,5 Millionen Geschäftsreisen mit Übernachtung aus Deutschland 81 Prozent im Inland blieben. Diese 71,5 Millionen Reisen erbrachten einen Umsatz von 38,5 Milliarden Euro. Im Schnitt kam jede Inlandsgeschäftsreise mit Übernachtung auf Ausgaben in Höhe von 538 Euro, am höchsten lagen die Weiterbildungsreisen mit 842 Euro.
Damit unternimmt jeder Einwohner in Deutschland durchschnittlich im Jahr mindestens eine Geschäftsreise mit Übernachtung und weitere rund sieben Tagesgeschäftsreisen.
Den höchsten Anteil an den Übernachtungsgeschäftsreisen im Inland haben Besuche von Kongressen und Veranstaltungen mit 42 Prozent. Kundenbesuche folgen auf Platz zwei mit 31 Prozent, auf Messen und Ausstellungen entfallen 14 Prozent. Knapp die Hälfte (49 Prozent) der Reisen zu Kongressen und Veranstaltungen dient der Weiterbildung, Kongresse, Tagungen und Konferenzen kommen auf 33 Prozent, Events auf elf Prozent.

### Österreich
Die Branche gewinnt im Tourismus in Österreich zunehmend an Bedeutung. Man nimmt an, dass heute jeder 9. Städtetourist ein Tagungsgast ist, und insgesamt 30 bis 35 % aller Gästenächtigungen in der Stadt beruflich veranlasst sind. Aber auch im ländlichen Raum gewinnt der Tagungstourismus zunehmend an Bedeutung, in den klassischen Tourismusregionen ebenso wie in touristischen Entwicklungsgebieten. Nach jüngsten Studien sind schon über 2 % alle Nächtigungen solche des Tagungswesens. Außerdem ergänzt das Tagungswesen die starke sainsonelle Ausrichtung des österreichischen Fremdenverkehrs, da dessen Hauptsaisonen die klassische off-saison im Frühling und Herbst ist.